# 伊夫舍姆
伊夫舍姆（Evesham）是英格兰西米德兰地区伍斯特郡韦查冯的集镇。當地原本有一個建於8世紀的修道院，後來修道院附近興起集鎮，該集鎮就是伊夫舍姆。第二次男爵战争在此地附近爆发。1265年，此地又发生伊夫舍姆战役。